# Ynglingagatan 26
Ynglingagatan 26 är en byggnad med bostäder vid Ynglingagatan i Vasastaden i Stockholm, vilken ritades av arkitekt Josef Östlihn. Byggherre och byggmästare var E. Forsberg.

## Om fastigheten
Fastigheten ligger i Kvarteret Sländan och har fastighetsbeteckningen Sländan 11. Byggnaden uppfördes under åren 1929-1930. 1977 utvärderades byggnaden av Stockholms stadsmuseum som då klassade byggnaden som Gul, vilket betyder att det är en fastighet med bebyggelse av positiv betydelse för stadsbilden och/eller av visst kulturhistoriskt värde..

### Exteriör
Byggnaden är i nordisk klassicism och består av en sexvånings fasad, med huvudfasad mot Ynglingagatan och Dannemoragatan. Vid inventeringen 1977 hade byggnaden en grå slätputs och fönsteromfattningar. Fasaden har senare omfärgats i en gulröd slätputs, med fönsteromfattningar i grå puts. Sockeln är likaså i puts i en grå kulör. Balkongerna mot gatan har räcken i smide och byggnaden har ett burspråk mot Dannemoragatan. Gårdsfasaden är avfärgad i gul slätputs och taket är ett svart plåttak.

### Interiör
Entrén har kvar sin ursprungliga ekport med infällt slipat glas. Entrén samt vilplan är i vit marmor med svart fris, medan trappornas plansteg och sättsteg är i vit marmor. Dörrarna är mörkbetsade fyllningsdörrar.